# Godfrey Gao
Godfrey Gao, pseudonimo di Gao Yixiang (caratteri cinesi: 高以翔; pinyin: Gāo Yǐxián; Taipei, 22 settembre 1984 – Ningbo, 27 novembre 2019), è stato un modello, attore e personaggio televisivo taiwanese naturalizzato canadese.

## Biografia
Godfrey Gao nacque il 22 settembre del 1984 da madre malaysiana e padre taiwanese. All'età di 9 anni si trasferì con la famiglia a Vancouver, in Canada; successivamente intraprese gli studi alla Capilano University.
Tornato in Taiwan per lavorare come modello nel 2004, apparve in diverse serie televisive. Nel 2011 fu il primo modello asiatico ad apparire in una campagna di Louis Vuitton. Nel 2012 vestì i panni dello stregone di Brooklyn Magnus Bane, nell'adattamento cinematografico di Shadowhunters - Città di Ossa.
Il 27 novembre 2019 morì colpito da infarto a Ningbo, in Cina, durante la registrazione di Chase Me, un reality televisivo di giochi atletici e sportivi prodotto dalla Zhejiang Television.

## Filmografia

### Cinema
- Nu ren bu huai (2008) - accreditato come Godfrey Kao
- 101 ci qiu hun (2013)
- Shadowhunters - Città di ossa (2013)
- Min & Max (2016)
- My Other Home (2017)
- Qing yu Man Ha Dun (2017)
- The Jade Pendant (2017)
- Gu jian qi tan zhi liu yue zhao ming (2018)
- Shang hai bao lei (2019)

### Televisione
- Dou niu, yao bu yao (2007-2008) - serie TV, 7 episodi
- Tao Hua xiao mei (2009-2010) - serie TV, 13 episodi
- Sheng Nu De Dai Jia (2012) - serie TV
- Never Give Up Dodo (2013) - serie TV, 10 episodi
- The Peach Blossom Neverland (2015) - serie TV, annunciato
- Wu shen Zhao Zilong (2016) - serie TV, 14 episodi
- Remembering Lichuan - (2016) - serie TV, 1 episodi

### Doppiaggio
- Toy Story 3 - La grande fuga (2010) - versione mandarina